# Stichoramaria
Genre
Stichoramaria est un genre de la famille des Clavulinaceae dans le clade des Cantharelloïdes (ordre des Cantharellales).

## Description
Les espèces de ce genre sont caractérisées par des sporocarpes (corps fructifères) très ramifiés, des empreintes de spores blanches et des basides bisterigmatiques (souvent avec un septum secondaire). Les branches sont cylindriques ou aplaties, émoussées et pointues ou crêtées à l'apex, les hyphes avec ou sans pinces, les basides cylindriques à étroitement clavées, la plupart avec deux stérigmates qui sont grands et fortement incurvés et les spores subsphériques ou largement ellipsoïdes, lisses et à parois minces, chacune avec une grande goutte d'huile ou une guttule.

## Distribution
Ces espèces sont d'importants colonisateurs primaires de la litière forestière et apparaissent immédiatement après les averses de pré-mousson. Deux espèces de Clavulina (synonyme de Stichormaria) - C. coralloides (connu sous le nom de champignon corallien blanc ou à crête) et C. rugosa - ont été recensées dans les forêts humides-décidues à sempervirentes des Ghâts occidentaux, au Kerala, en Inde.

## Taxonomie
Selon GBIF le genre Stichoramaria est un synonyme de Clavulina J.Schröt., 1888. Ce genre contient environ quarante-cinq espèces réparties dans le monde entier, principalement dans les régions tropicales. Les espèces de Clavulina sont principalement ectomycorhize. Une étude récente a identifié le genre comme étant présente sur les racines adventives de Nothofagus menziesii.

## Liste des espèces
Selon MycoBank (8 août 2024) :
- Stichoramaria cristata (Holmsk.) Ulbr., 1928

## Systématique
Le nom correct complet (avec auteur) de ce taxon est Stichoramaria Ulbr., 1928.
Stichoramaria a pour synonymes :
- Clavulina J. Schröt., 1888
- Stichoramaria Ulbr., 1928

## Publication originale
- Krypt.-Fl. Anfänger, ed. 1: 83 (1928)